# Pit bike

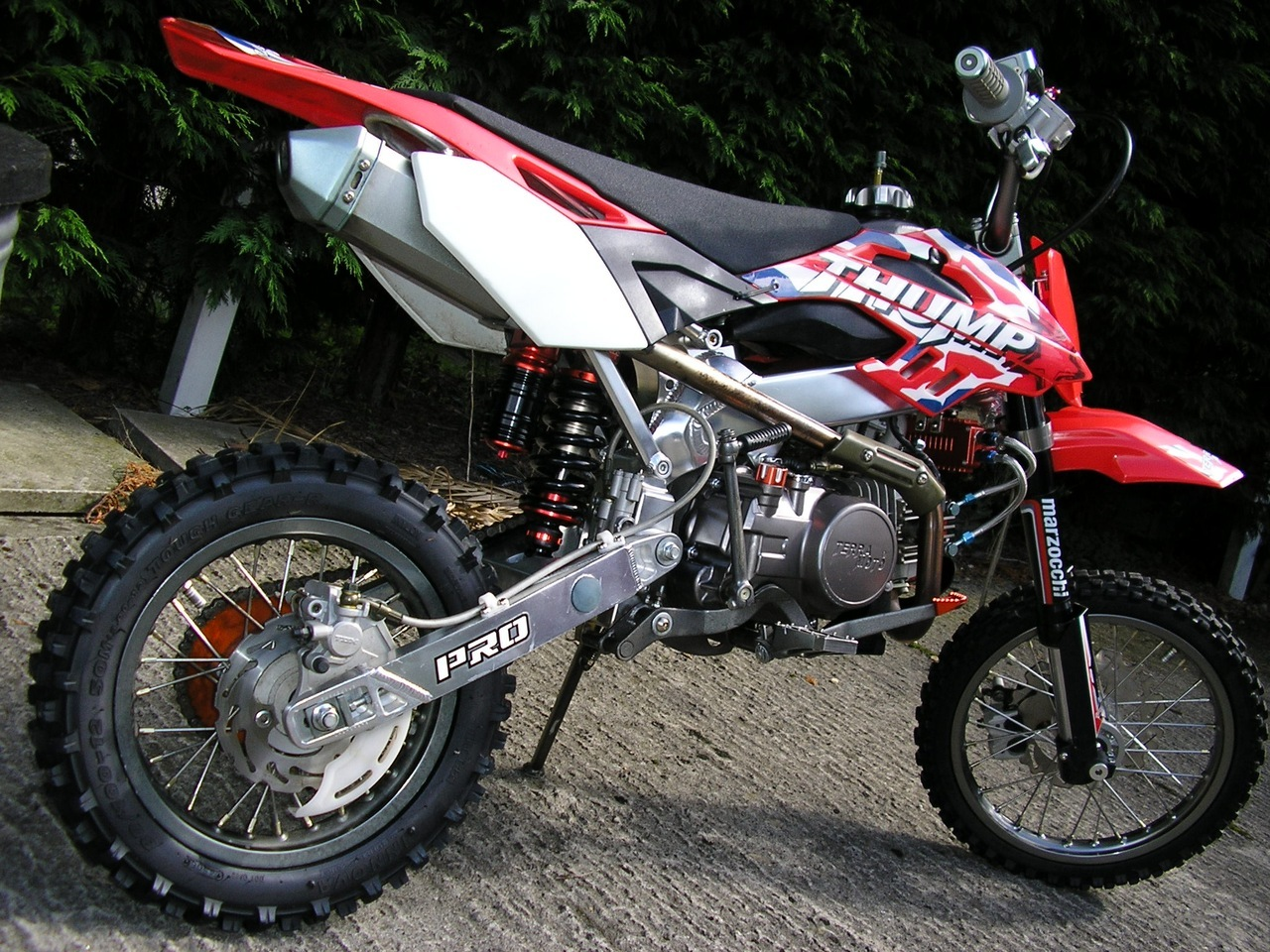
Pit bike.

Une pit bike est une petite moto 4 temps tout-terrain/sur route utilisée à l'origine pour se déplacer dans les stands ou sur la zone de rassemblement d'une course de motocross. Depuis le début des années 2000, les courses de pit bike, un sport similaire au motocross, sont devenues populaires aux États-Unis, en particulier dans le sud de la Californie. Le terme "pit bike" peut également s'appliquer à l'utilisation de bicyclettes ou de motocyclettes utilisées pour se déplacer dans n'importe quel type d'aire de rassemblement. 

## Histoire
Le nom "pit bike" vient de l'utilisation d'une Honda Z50 pour circuler dans les stands des courses de dirt bike et des événements de course à travers les États-Unis. Le prix assez bas et la mobilité de ces motos les rendaient faciles à utiliser lors des courses. Des films populaires de motocross comme le Crusty Demons of Dirt 3 de 1997 montrent comment ces petites motos peuvent être utilisées à d'autres fins que le simple aller-retour dans les stands. Une partie de ce film montre des pilotes faisant d'énormes sauts à vélo sur une Z50 dans le jardin de quelqu'un. Ce film et d'autres comme lui ont fait réaliser au public de quoi ces petites motos étaient capables. Il n'a pas fallu longtemps pour que la tendance des pit-bikes s'impose.